# 雷希滕巴赫
雷希滕巴赫是德国巴伐利亚州的一个市镇。总面积2.09平方公里，总人口993人，其中男性506人，女性487人（2011年12月31日），人口密度475人/平方公里。